# Copa Merconorte 1999
Copa Merconorte 1999 var den andra upplagan av Copa Merconorte, en fotbollsturnering som spelades mellan klubbar i norra Sydamerika och Nordamerika.

## Gruppspel

### Grupp A
| Nr | Lag               | S | V | O | F | GM | IM | MS | P  |
| -- | ----------------- | - | - | - | - | -- | -- | -- | -- |
| 1  | América           | 6 | 4 | 2 | 0 | 13 | 8  | +5 | 14 |
| 2  | El Nacional       | 6 | 2 | 1 | 3 | 10 | 14 | −4 | 7  |
| 3  | Atlético Nacional | 6 | 1 | 3 | 2 | 11 | 9  | +2 | 6  |
| 4  | Universitario     | 6 | 1 | 2 | 3 | 7  | 10 | −3 | 5  |

### Grupp B
| Nr | Lag             | S | V | O | F | GM | IM | MS | P  |
| -- | --------------- | - | - | - | - | -- | -- | -- | -- |
| 1  | Alianza Lima    | 6 | 4 | 1 | 1 | 8  | 4  | +4 | 13 |
| 2  | Barcelona       | 6 | 2 | 3 | 1 | 9  | 5  | +4 | 9  |
| 3  | Los Millonarios | 6 | 2 | 1 | 3 | 8  | 8  | 0  | 7  |
| 4  | The Strongest   | 6 | 1 | 1 | 4 | 7  | 15 | −8 | 4  |

### Grupp C
| Nr | Lag              | S | V | O | F | GM | IM | MS | P  |
| -- | ---------------- | - | - | - | - | -- | -- | -- | -- |
| 1  | Santa Fe         | 6 | 4 | 1 | 1 | 10 | 3  | +7 | 13 |
| 2  | Caracas          | 6 | 4 | 0 | 2 | 9  | 8  | +1 | 12 |
| 3  | Emelec           | 6 | 3 | 0 | 3 | 9  | 9  | 0  | 9  |
| 4  | Sporting Cristal | 6 | 0 | 1 | 5 | 7  | 15 | −8 | 1  |

### Ranking av grupptvåor
| Nr | Lag (grupp)     | S | V | O | F | GM | IM | MS | P  |
| -- | --------------- | - | - | - | - | -- | -- | -- | -- |
| 1  | Caracas (C)     | 6 | 4 | 0 | 2 | 9  | 8  | +1 | 12 |
| 2  | Barcelona (B)   | 6 | 2 | 3 | 1 | 9  | 5  | +4 | 9  |
| 3  | El Nacional (A) | 6 | 2 | 1 | 3 | 10 | 14 | −4 | 7  |

## Semifinaler
| Lag 1           | Tot. resultat | Lag 2        | 1:a matchen | 2:a matchen | Straffar |
| --------------- | ------------- | ------------ | ----------- | ----------- | -------- |
| América de Cali | 3–3           | Alianza Lima | 3–1         | 0–2         | 4–3      |
| Caracas         | 2–2           | Santa Fe     | 1–1         | 1–1         | 2–4      |

## Final
| Lag 1           | Tot. resultat | Lag 2    | 1:a matchen | 2:a matchen | Straffar |
| --------------- | ------------- | -------- | ----------- | ----------- | -------- |
| América de Cali | 2–2           | Santa Fe | 1–2         | 1–0         | 5–3      |